# Roy Myrie
Roy Alexander Myrie Medrano (Limón, 21 de agosto de 1982) era un futbolista costarricense, jugó de defensa. Se retiró en 2017

## Trayectoria
Inició en las divisiones menores de Alajuelense y debutó en el primer equipo en el 2001. Allí se mantuvo hasta 2008 cuando fue trasferido al KAA Gent de Bélgica. En el club belga se mantuvo hasta 2012 para luego regresar al país para incorporarse al Uruguay de Coronado, en el equipo lechero estuvo una temporada y luego se marchó al Belén FC. Tras su paso en el conjunto belemita pasó a formar parte del Municipal Pérez Zeledón para el Torneo de Invierno 2014.
Se retiró ahí mismo en el año 2017.

## Selección nacional
Con la Selección Nacional de Costa Rica ha disputado 15 partidos y ha logrado anotar cuatro goles. Su primer juego fue el 13 de enero de 2008 ante Suecia en el estadio Ricardo Saprissa. Los europeos triunfaron 0 x 1.

## Participaciones internacionales

### Juegos Olímpicos
| Juegos           | Sede   | Año  | Resultado        |
| ---------------- | ------ | ---- | ---------------- |
| Juegos Olímpicos | Grecia | 2004 | Cuartos de final |

### Goles con selección nacional
| Gol | Fecha                   | Sede                                                 | Oponente    | Marcador | Resultado | Competencia  |
| --- | ----------------------- | ---------------------------------------------------- | ----------- | -------- | --------- | ------------ |
| 1.  | 12 de octubre de 2005   | Estadio Mateo Flores, Ciudad de Guatemala, Guatemala | Guatemala   | 3 - 1    | 3 – 1     | Eliminatoria |
| 2.  | 26 de marzo de 2005     | Estadio Ricardo Saprissa, San José, Costa Rica       | Panamá      | 2 - 1    | 2 – 1     | Eliminatoria |
| 3.  | 19 de noviembre de 2008 | Estadio Cuscatlán, San Salvador, El Salvador         | El Salvador | 1 – 1    | 1 - 3     | Elimiantoria |
| 4.  | 19 de noviembre de 2008 | Estadio Cuscatlán, San Salvador, El Salvador         | El Salvador | 1 – 3    | 1 - 3     | Elimiantoria |

## Clubes
| Club                    | País       | Año         |
| ----------------------- | ---------- | ----------- |
| Alajuelense             | Costa Rica | 2001 - 2008 |
| KAA Gent                | Bélgica    | 2008 - 2012 |
| Uruguay de Coronado     | Costa Rica | 2012 - 2013 |
| Belén FC                | Costa Rica | 2013 - 2014 |
| Municipal Pérez Zeledón | Costa Rica | 2014 - 2017 |

## Palmarés
| Título               | Club     | Año         | Resultado   |
| -------------------- | -------- | ----------- | ----------- |
| Copa de Bélgica      | KAA Gent | 2009 - 2010 | Campeón     |
| Supercopa de Bélgica | KAA Gent | 2010 - 2011 | Sub-Campeón |

### Títulos internacionales
| Título                 | Equipo                  | Sede      | Año  |
| ---------------------- | ----------------------- | --------- | ---- |
| Copa de Naciones UNCAF | Selección de Costa Rica | Guatemala | 2005 |